# Rybnica (województwo zachodniopomorskie)
Rybnica (niem. Karlshöfchen) – osada leśna w Polsce położona w województwie zachodniopomorskim, w powiecie choszczeńskim, w gminie Recz. W latach 1975–1998 miejscowość administracyjnie należała do województwa gorzowskiego. Gajówka wchodzi w skład sołectwa Lubieniów. 

## Geografia
Gajówka leży ok. 2,5 km na wschód od Lubieniowa. 